# Angelina Rodriguez
Angelina Rodriguez (n. 31 de mayo de 1968) es una mujer estadounidense de Montebello, California que fue condenada a muerte por el asesinato de su cuarto marido Jose Francisco "Frank" Rodriguez ocurrido en septiembre de 2000. También fue acusada de matar a su pequeña hija en 1993 asfixiándola con un chupete. Angelina está encarcelada en la Prisión para Mujeres del Centro de California en Chowchilla, donde permanece en el corredor de la muerte esperando su ejecución.

## Caso
Angelina Rodriguez conoció a su marido Frank, un profesor de Educación especial, mientras trabajaba en un campamento en San Luis Obispo, California, en abril del 2000. Angelina iba por su cuarto matrimonio, habiendo tenido dos hijas con su segundo marido. La fiscal argumentó que a los pocos meses del enlace, Angelina sacó una póliza de seguro de vida de $250,000 para Frank y empezó planes para matarlo. Ella envenenó el té de Frank con adelfa, provocó incidentes en su secador de ropa y finalmente mezcló el Gatorade de su esposo con anticongelante. Frank Rodriguez murió el 9 de septiembre de 2000. Su muerte fue inicialmente clasificada como causa indeterminada pero Angelina solicitó la póliza pocos días después. Se realizó una autopsia y los resultados mostraron que fue intencionadamente envenenado. Angelina fue arrestada por asesinato en Paso Robles, California, en febrero de 2001.

## Juicio y condena
En 2003, tres años después de la muerte de Frank, comenzó el juicio por asesinato de Angelina. Durante los años desde su arresto, la fiscal descubrió que su hija de 13 meses Alicia había muerto de manera sospechosa en 1993. Angelina aseguró que su hija se ahogó con un chupete que venía defectuoso, pero los detectives creen que Angelina sacó el chupete y lo utilizó para asfixiar a Alicia. Angelina entonces demandó al fabricante del chupete y le fue otorgada una indemnización de $700,000, recibiendo también una póliza de  $50,000. Aunque nunca se le imputó la muerte de su hija, esta evidencia fue presentada en su contra para demostrar que el motivo de Angelina para el asesinato era financiero.
En octubre de 2003, Angelina Rodriguez fue condenada por asesinato en primer grado, asesinato para beneficio financiero e intentar disuadir a un testigo. No fue condenada por el cargo de solicitar un asesinato. El mes siguiente, el jurado recomendó la pena de muerte.
Angelina fue finalmente sentenciada a muerte por inyección letal el 12 de enero de 2004. En su sentencia, el juez de la Corte Superior del condado de Los Ángeles, William R. Pounders, declaró que mató a su esposo de una manera «excepcionalmente cruel e insensible» y que su culpabilidad había demostrado ser «una certeza absoluta ... En los últimos 20 años, nunca he visto un corazón más frío». A pesar de su condena y sentencia de muerte, Angelina argumentó su inocencia y sostuvo que la muerte de su esposo fue un suicidio por envenenamiento con anticongelante.

## Apelaciones
Angelina Rodriguez recibió una nueva audiencia de sentencia en 2010, pero fue condenada nuevamente a muerte en noviembre de 2010. Su apelación más reciente fue negada por la Corte Suprema de California en febrero de 2014. Angelina espera su ejecución en el corredor de la muerte en la prisión de mujeres en Chowchilla, California. Aun así, planea apelar su caso ante la Corte Suprema de los Estados Unidos.

## En la cultura popular
El asesinato de Frank Rodriguez ha sido recreado en varios programas televisivos, incluyendo North Mission Road en truTV, Las verdaderas mujeres asesinas y Afortunadamente Nunca Después  Investigation Discovery, Chasqueado en Oxygen y It takes a Killer en Escapada. Más recientemente, un nuevo documental de NBC Dateline salió al aire en junio de 2015: "El Diablo disfrazado".
En febrero de 2016 el libro "Un gusto por asesinar" escrito por Burl Barer y Frank C. Girardot Jr fue publicado. El libro de 234 páginas cubre los detalles de los delitos cometidos por Rodriguez.